# Лелешть (Бістріца-Несеуд)
Лелешть, Лелешті (рум. Lelești) — село у повіті Бистриця-Несеуд в Румунії. Входить до складу комуни Чичеу-Міхеєшть.
Село розташоване на відстані 351 км на північний захід від Бухареста, 42 км на захід від Бистриці, 56 км на північний схід від Клуж-Напоки.

## Населення
За даними перепису населення 2002 року у селі проживали 219 осіб, з них 218 осіб (99,5%) румунів. Рідною мовою 218 осіб (99,5%) назвали румунську.